# Standish (hrabstwo Cumberland)
Standish – jednostka osadnicza w Stanach Zjednoczonych, w stanie Maine, w hrabstwie Cumberland.